# Amadou Ba-Sy
Amadou Ba-Sy (Nizza, 8 giugno 2001) è un calciatore francese, attaccante del Rouen.

## Carriera
Ba-Sy è cresciuto nel settore giovanile del Nizza dove dal 2018 al 2020 ha giocato nella squadra riserve. Nel 2021 è passato al Gazélec Ajaccio e l'anno successivo è stato acquistato dal Dunkerque, con cui ha ottenuto la promozione in Ligue 2 al termine della stagione.
Ha giocato il suo primo incontro nella serie cadetta francese il 5 agosto 2023, contro il Troyes, ed il 7 ottobre ha segnato il primo gol stagionale nella trasferta persa 4-3 contro il Concarneau. Il 18 gennaio 2024 è stato acquistato dal Vizela, club della prima divisione portoghese, campionato in cui nella seconda metà della stagione ha giocato 7 partite senza mai segnare.

## Statistiche

### Presenze e reti nei club
Statistiche aggiornate al 15 aprile 2024.
| Stagione        | Squadra         | Campionato      | Campionato | Campionato | Coppe nazionali | Coppe nazionali | Coppe nazionali | Coppe continentali | Coppe continentali | Coppe continentali | Altre coppe | Altre coppe | Altre coppe | Totale | Totale | Totale |
| Stagione        | Squadra         | Comp            | Pres       | Reti       | Comp            | Pres            | Reti            | Comp               | Pres               | Reti               | Comp        | Pres        | Reti        | Pres   | Reti   |        |
| --------------- | --------------- | --------------- | ---------- | ---------- | --------------- | --------------- | --------------- | ------------------ | ------------------ | ------------------ | ----------- | ----------- | ----------- | ------ | ------ | ------ |
| 2018-2019       | Nizza 2         | N2              | 4          | 0          |                 | -               | -               |                    | -                  | -                  |             | -           | -           | 4      | 0      |        |
| 2019-2020       | Nizza 2         | N3              | 4          | 0          |                 | -               | -               |                    | -                  | -                  |             | -           | -           | 4      | 0      |        |
| 2020-2021       | Nizza 2         | N3              | 0          | 0          |                 | -               | -               |                    | -                  | -                  |             | -           | -           | 0      | 0      |        |
| 2021-2022       | Gazélec Ajaccio | N3              | 24         | 10         | CF              | 2               | 0               |                    | -                  | -                  |             | -           | -           | 26     | 10     |        |
| 2022-2023       | Dunkerque       | N1              | 26         | 4          | CF              | 3               | 2               |                    | -                  | -                  |             | -           | -           | 29     | 6      |        |
| 2023-gen. 2024  | Dunkerque       | L2              | 8          | 1          | CF              | 1               | 0               |                    | -                  | -                  |             | -           | -           | 9      | 1      |        |
| gen.-giu. 2024  | Vizela          | PL              | 4          | 0          | CP+CdL          | 1+0             | 0               |                    | -                  | -                  |             | -           | -           | 5      | 0      |        |
| Totale carriera | Totale carriera | Totale carriera | 70         | 15         |                 | 7               | 2               |                    | -                  | -                  |             | -           | -           | 77     | 17     |        |